# (4398) Chiara
(4398) Chiara es un asteroide perteneciente al cinturón de asteroides, descubierto el 23 de abril de 1984 por Walter Ferreri desde el Observatorio de La Silla, Chile.

## Designación y nombre
Designado provisionalmente como 1984 HC2. Fue nombrado Chiara en homenaje a "Maria Chiara Faletti", esposa del descubridor.

## Características orbitales
Chiara está situado a una distancia media del Sol de 2,366 ua, pudiendo alejarse hasta 2,518 ua y acercarse hasta 2,213 ua. Su excentricidad es 0,064 y la inclinación orbital 4,970 grados. Emplea 1329 días en completar una órbita alrededor del Sol.

## Características físicas
La magnitud absoluta de Chiara es 12,8. Tiene 6,871 km de diámetro y su albedo se estima en 0,215.